# 江文蔚 (台灣)

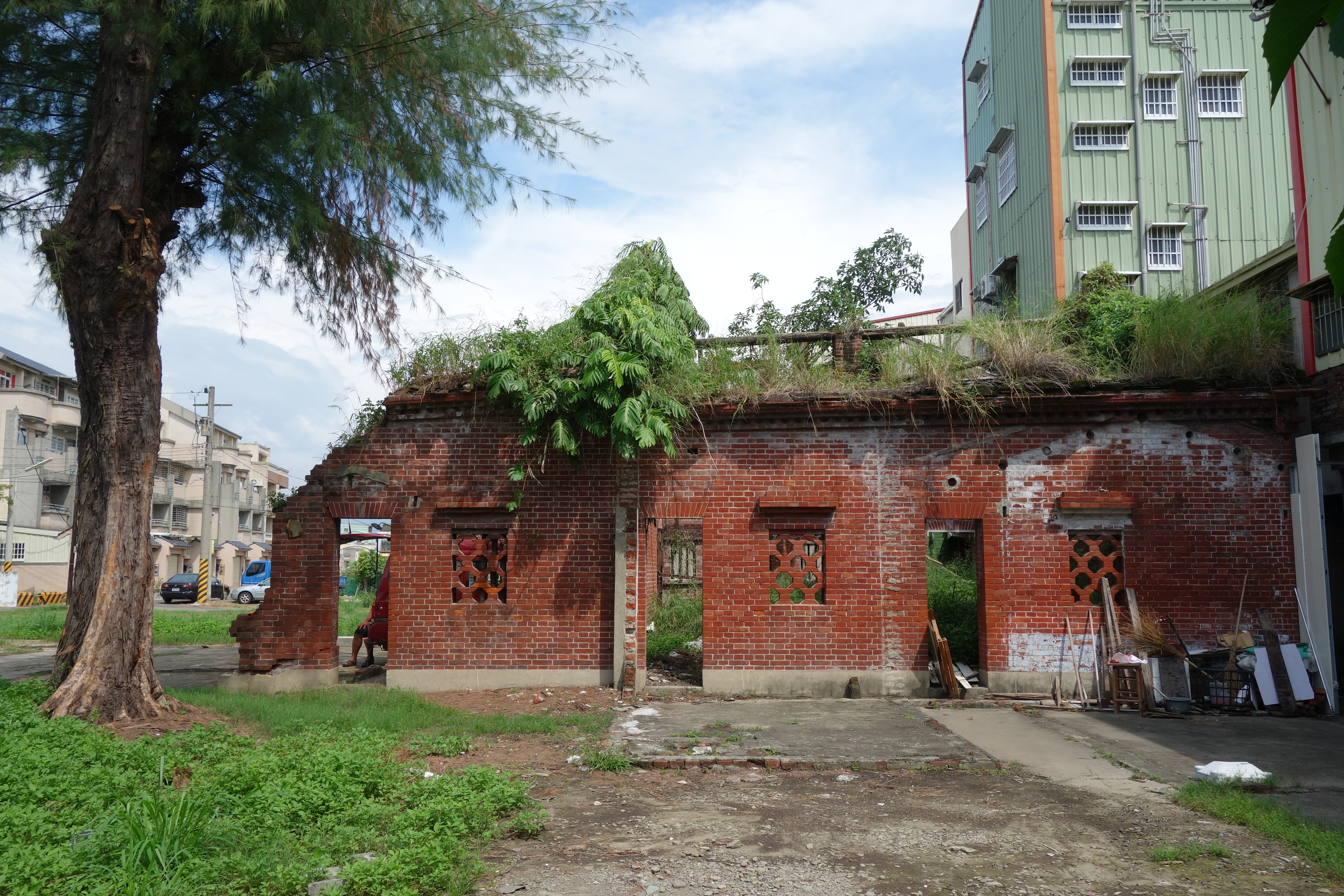
大林省園遺跡

江文蔚（1880年1月15日—不詳），台灣日治時代嘉義大林的仕紳、企業家。

## 生平
江文蔚為大林地方仕紳，台南師範學校畢業，1920年任大林庄長（至1929年）、臺南州協議會員等、創設「大林信用組合」、取得製糖、製煙及煤礦專賣，1912年總督府授佩紳章。1928年建立的「省園」是雲嘉南地區知名的園邸，戰後因都市計畫遭到剷除，目前僅存部分殘跡。

## 相關
- 昭慶禪寺

## 引用資料
1. ↑  原幹洲. . 勤勞と富源社. 1931年.
2. ↑  台灣新民報. . 台北: 台灣新民報. 1934年.